# Piezoelektromosság
A piezoelektromosság olyan fizikai jelenség, melynek során bizonyos anyagokon (kristály, kerámia) összenyomás hatására elektromos polarizáció (töltésszétválasztás) lép fel. Így a mechanikai feszültségváltozás elektromos feszültséget hoz létre.  A fordított effektus során elektromos feszültség hatására megváltozik az alakjuk. Ez utóbbi az inverz piezoelektromosság. A jelenség tehát megfordítható, ugyanabban az anyagban oda-vissza működik.
A kifejezés a görög piezō (πιέζω) vagy piezein (πιέζειν) szavakból származik, melyek jelentése összenyom, présel.

## Felfedezése

Mechanikai erő hatására a kvarckristály végein elektromos feszültség jelenik meg

A piezoelektromosságot Jacques Curie és Pierre Curie fedezte fel 1880-ban, amikor észrevették, hogy bizonyos kristályok (kvarc, turmalin, Rochelle-só (kálium-nátrium-tartarát, KNaC4H4O6·4H2O)) meghatározott irányú nyomására elektromos töltések jelennek meg a kristály felületén. A következő évben felfedezték ennek fordítottját: a kristályra elektromos áramot vezetve annak alakja deformálódott.

## A jelenség
A szimmetriaközépponttal nem rendelkező szerkezetű kristályos anyagokban a deformáció (rugalmas alakváltozás) hatására elektromos dipólusok keletkeznek, mert a pozitív és negatív töltésközéppontok különválnak, vagy a már meglévő dipólusok hossza megváltozik. A kristály szemben álló lapjain – a mechanikai feszültség keltette dipólusok rendeződése miatt – ellentétes előjelű elektromos töltések halmozódnak fel, ami elektromos feszültséget hoz létre. A deformáló erő irányváltozásakor az előjel felcserélődik, az elektromos tér és a feszültség is előjelet vált. 
A fordított piezoelektromos jelenség akkor lép fel, ha a piezoelektromos kristály valamelyik kristálytengelyével egybeeső irányú elektromos térbe kerül. A térerősség irányától függően az elektromos tér hatására, annak irányától függően összehúzódik vagy megnyúlik. A méretváltozás az elektromos tér erősségének nagyságával arányos és irányfüggő. (A középpontos szimmetriával rendelkező szerkezetű anyagokban létrejövő elektrostrikció jelensége ettől különbözik, ott a méret megváltozása a térerősség négyzetével arányos, és független az elektromos tér irányától.)
Bizonyos piezoelektromos anyagok (pl. turmalin) hőmérséklet-változás hatására deformálódnak, ami ellentétes előjelű elektromos töltéseket hoz létre a megfelelő határfelületeken, ez a jelenség a piroelektromosság.

## Piezoelektromos anyagok
Az alkalmazásokban leggyakrabban előforduló piezojelenséget mutató kristály a hatszöges rendszerben kristályosodó kvarc (SiO2), amelynek rácspontjaiban felváltva helyezkednek el a pozitív és negatív ionok. 
Piezoelektromos tulajdonságot mutat valamennyi ferroelektromos anyag és bizonyos kerámiák is. Például az ólom-cirkonát-titanát (PZT) már a méretének 0,1%-os megváltozása révén mérhető piezoelektromosságot produkál.

## Alkalmazások
Egy piezoelektromos anyagot két fémlap között összenyomva a fémlemezek feltöltődnek, és ezzel elektromos szikrát lehet gerjeszteni (öngyújtó, gázgyújtó). 
Ezt a tulajdonságot kihasználva készítenek apró generátorokat is.
Az inverz piezoelektromos jelenség alapján állítanak elő nagyon stabil frekvenciájú órajeleket. A rákapcsolt váltakozó feszültségnek köszönhetően a kristály rezgőmozgást végez. Rezonancia révén a saját frekvenciájával megegyező frekvenciájú elektromos jellel stabil mechanikai rezgés állítható elő. Ezt használják ki a kvarcóráknál. Órajel-generátorként kerámiarezonátorokat is használnak. Bár a kvarckristály frekvenciastabilitása nagyságrenddel nagyobb a kerámiáéhoz képest, de az utóbbi sokkal olcsóbb elérhetősége több alkalmazásnál is előny lehet. 
Alkalmas frekvenciájú elektromos jelekkel ultrahangtartományba eső mechanikai rezgések is előállíthatók. Fordítva is, piezoelektromos tulajdonságú anyagokkal UH-frekvenciájú hangok detektálhatók. A jelenség tehát mind az UH előállítására, mind az érzékelésére alkalmas eszközök működésében jelentős szerepet játszik.
Jelentős a piezojelenség alkalmazása minden olyan tudományos berendezésben, ahol nagyon kicsiny elmozdulásokat kell mérni, vagy elektromos jelekkel kontrolláltan előidézni. Piezoelektromos transzlátorokat alkalmaznak, amikor a mintát vagy bármilyen optikai elemet nanométeres nagyságrendű elmozdulásokkal kell mozgatni, például nagy felbontású pásztázó mikroszkópokban (atomerő-mikroszkóp, konfokális pásztázó mikroszkóp, elektronmikroszkóp, közeli mező optikai mikroszkóp) vagy lézercsipeszben.
Jelentős a jelenség katonai hasznosítása. Már az első világháború utáni években használták a szonár megalkotásához. Ugyancsak alkalmazzák lövedékek gyújtóiban.
Ezt az elvet alkalmazzák a ma használatos dízelinjektorok. A piezojelenség gyorsaságának köszönhetően az ilyen injektorok mozgása nagyon gyorsan, pontosan vezérelhető. Nagyrészt ennek köszönhető, hogy a modern dízelmotorok mind tisztaságban, mind teljesítményben felvehetik a versenyt benzines társaikkal, miközben fogyasztásuk kisebb.